# Safareig de Cal Rosich
El Safareig de Cal Rosich és una obra de Sant Martí de Tous (Anoia) inclosa a l'Inventari del Patrimoni Arquitectònic de Catalunya.

## Descripció
Safareig de planta rectangular construït dins un petit pujol, actualment cobert de vegetació. De fet, des de fora només es pot apreciar l'entrada, composta per un arc rebaixat adovellat. Al seu interior, adossada al mur esquerre, roman la pica rectangular. El parament és de pedra seca. A la paret del fons hi ha la gravada la data 1933.